# (6278) Ametkhan
(6278) Ametkhan est un astéroïde de la ceinture principale.

## Description
(6278) Ametkhan est un astéroïde de la ceinture principale. Il fut découvert le 10 octobre 1971 à Naoutchnyï par Bella Bournacheva. Il présente une orbite caractérisée par un demi-grand axe de 2,44 UA, une excentricité de 0,18 et une inclinaison de 2,1° par rapport à l'écliptique.

## Compléments